# Domingo Dulce
 (décembre 2022).
Si vous disposez d'ouvrages ou d'articles de référence ou si vous connaissez des sites web de qualité traitant du thème abordé ici, merci de compléter l'article en donnant les références utiles à sa vérifiabilité et en les liant à la section « Notes et références ».
Domingo Dulce y Garay (7 mai 1808 à Sotés- 23 novembre 1869 à Amélie-les-Bains-Palalda) est un général espagnol du XIXe siècle.

## Biographie

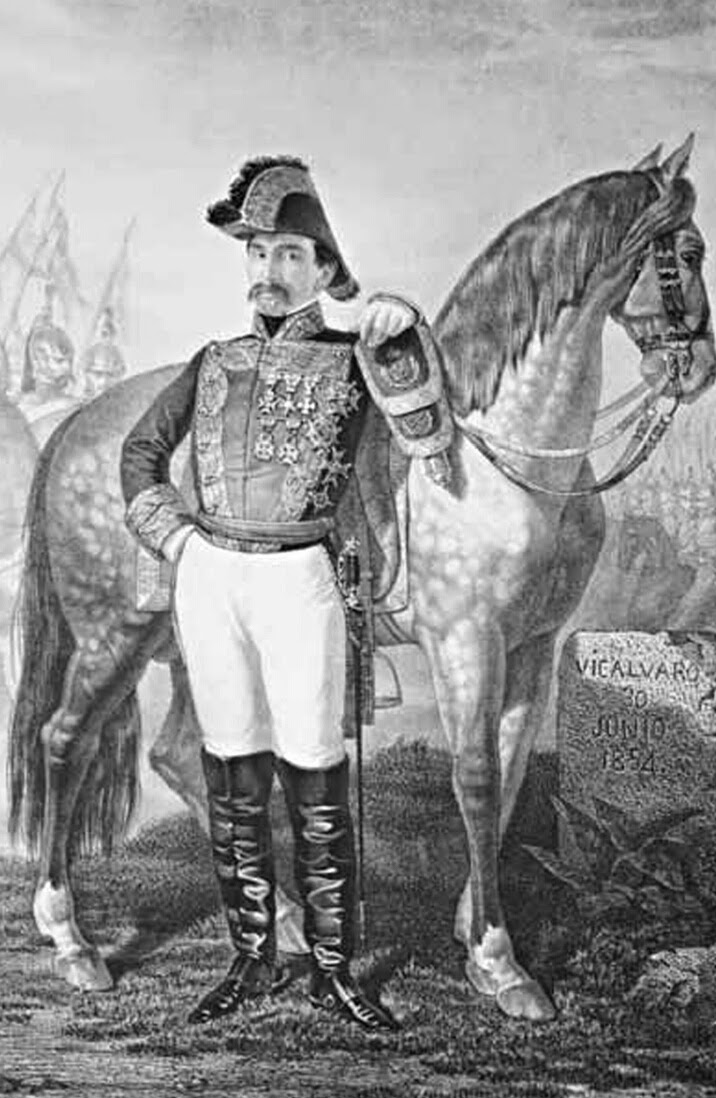
Gravure de Domingo Dulce.

Domingo Dulce nait le 7 mai 1808 à Sotés. Il entre dans l'armée en 1823, à la fin du triennat libéral. Sous les ordres de Baldomero Espartero, avec lequel il se lie d'amitié, il participe à la première guerre carliste et soutient le pouvoir royal. Au cours du conflit, il obtient l'Ordre de Saint-Ferdinand. Son amitié avec Espartero le conduit à le conseiller tandis que celui-ci assure la régence du royaume. Il est ainsi amené à réprimer la Révolution espagnole de 1841, déclenchée par l'ancienne régente Marie-Christine de Bourbon-Siciles, et principalement la tentative de Diego de León et Manuel de la Concha de s'emparer du palais royal de Madrid. 
En 1846, alors qu'il est général, la seconde guerre carliste éclate. Il combat ainsi une nouvelle fois les carlistes, et il vainc le célèbre commandant Ramón Cabrera. 
En 1854, il se joint à l'Union libérale et au général Leopoldo O'Donnell lors de la Révolution espagnole de 1854. Peu de temps après, la reine Isabelle II crée pour lui le titre de marquis de Castell-Florite (es). O'Donnell, qui entretient des doutes à son égard, l'envoie à Cuba, en tant que capitaine général de la colonie. Présent en Espagne de 1858 à 1860, il combat de nouveau les carlistes lors du soulèvement de Sant Carles de la Ràpita, et il est fait sénateur pendant ces deux années. A Cuba, il se distingue par ses positions abolitionnistes et s'oppose ouvertement à Julián de Zulueta. Définitivement de retour en Espagne en 1866, il prend part aux complots qui aboutissent à la révolution de 1868. Pendant ce temps, il demeure sur les îles Canaries, car de lourds soupçons pèsent sur lui à cause de ses liens avec le Parti progressiste. Néanmoins, il est l'un des signataires du Manifeste qui lance la révolution. Il retourne ensuite quelque temps à Cuba, où il autorise la liberté de la presse le 9 janvier 1869. 
Atteint d'un grave cancer, il meurt finalement le 23 novembre 1869 à Amélie-les-Bains-Palalda en France. Il est inhumé au cimetière du Poblenou, à Barcelone.

## Source
- (es) Cet article est partiellement ou en totalité issu de l’article de Wikipédia en espagnol intitulé « Domingo Dulce y Garay » (voir la liste des auteurs).